# Ulrik fra Niedersachsen
Ulrik fra Niedersachsen er et tysk sagn fra middelalderen. Sagnet er et af de første af sin slags, der havde til hensigt at skræmme folk for derigennem at udbrede kendskabet til bitter, som man mente havde en helbredende virkning.

## Handling
Historien udspiller sig omkring år 1315 i den tyske delstat Niedersachsen, som ifølge historien er befolket af godmodige, arbejdssomme mennesker. En kendt mand i området, Ulrik, siges at være af adelig slægt. Han paraderer rundt på markedspladserne, ved bålstederne og besøger de små gæstgiverier, mens han fortæller til høj som til lav om sit gode helbred. Han påstår at det stammer fra et regelmæssigt indtag af vand fra den nærliggende Böhme-flod.
En dag afholdes der stort søndagsmarked i en af byerne, og Ulrik fra Niedersachsen beskæftiges i sin egen bod, hvor han forsøger at sælge flodens vand til de godtroende folk i området.
Som ved et lynnedslag drætter han om, og alt vandet vælter ud på markedspladsen. Alle de handlende stopper op, og en forfærdet håndfuld mennesker bringer ham til kongens livlæge, der i 40 dage og 40 nætter kun ordinerer ham bitter.
Ifølge historien var Ulrik fra Niedersachsen døden nær, men efter kun at have drukket bitter i 40 dage, står han op fra sit sygeleje. Derefter talte han aldrig mere om andet end bitterens fremragende og helbredende egenskaber.

## Historie
Historien om Ulrik fra Niedersachsen er kendt siden 1300-tallet. Et tillæg til historien blev senere formuleret, og det handlede om at Ulrik skulle betale kongen op til 8.000 floriner for at blive helbredt med bitter.
Historien dannede angiveligt grundlag for et hverdagssprogligt udtryk, "drik din bitter!" (på tysk: "Trinken Sie Ihren Geist!"), som blev anvendt mellem mennesker op igennem den tyske middelalder.
Man er usikker på hvilken hændelse, der kan være oprindelsen til sagnet, men der findes flere teorier. Den mest udbredte teori er at man ønskede at udbrede kendskabet til brændevin, og navnlig bitter, i håbet om at øge handlen i de lokale øser op igennem den tyske kolonisering i 1300-tallet.
Koloniseringsteorien regnes i nutiden for den mest nærliggende. Forskningen på området viser samtidig, at der i slutningen af 1200-tallet blev etableret nye bysamfund befolket af tyskere i områder som netop Niedersachsen, Saarland og Rheinland-Pfalz, i hvilken forbindelse det har været i købmændenes interesse at øge handlen med brændevin, og dermed bitter.